# Bobsleeën op de Olympische Winterspelen 2022 - Viermansbob mannen
De viermansbob voor mannen tijdens de Olympische Winterspelen 2022 vond plaats op 19 en 20 februari in het Yanqing Sliding Centre in Peking, China. Regerend kampioen waren de Duitsers Francesco Friedrich, Candy Bauer, 
Martin Grothkopp en Thorsten Margis.

## Tijdschema
| Datum                | Lokale tijd | MET   | Afdaling     |
| -------------------- | ----------- | ----- | ------------ |
| zaterdag 19 februari | 09:30       | 02:30 | 1e en 2e run |
| zondag 20 februari   | 09:30       | 02:30 | 3e en 4e run |

## Uitslag
| Rang   | Olympiërs                                                                                        | Land             | Run 1   | Run 1 | Run 2   | Run 2 | Run 3   | Run 3 | Run 4   | Run 4 | Totaal  | Achterstand |
| Rang   | Olympiërs                                                                                        | Land             | Tijd    | Rang  | Tijd    | Rang  | Tijd    | Rang  | Tijd    | Rang  | Totaal  | Achterstand |
| ------ | ------------------------------------------------------------------------------------------------ | ---------------- | ------- | ----- | ------- | ----- | ------- | ----- | ------- | ----- | ------- | ----------- |
| Goud   | Francesco Friedrich Thorsten Margis Candy Bauer Alexander Schüller                               | Duitsland        | 58,29   | 2     | 58,71   | 1     | 58,17   | 1     | 59,13   | 1     | 3:54,30 | —           |
| Zilver | Johannes Lochner Florian Bauer Christopher Weber Christian Rasp                                  | Duitsland        | 58,13   | 1     | 58,90   | 3     | 58,34   | 2     | 59,30   | 5     | 3:54,67 | +0,37       |
| Brons  | Justin Kripps Ryan Sommer Cam Stones Benjamin Coakwell                                           | Canada           | 58,38   | 3     | 59,00   | 5     | 58,44   | 5     | 59,27   | 4     | 3:55,09 | +0,79       |
| 4      | Christoph Hafer Michael Salzer Matthias Sommer Tobias Schneider                                  | Duitsland        | 58,60   | 5     | 58,95   | 4     | 58,35   | 3     | 59,25   | 2     | 3:55,15 | +0,85       |
| 5      | Oskars Ķibermanis Dāvis Spriņģis Matīss Miknis Edgars Nemme                                      | Letland          | 58,70   | 7     | 58,86   | 2     | 58,41   | 4     | 59,30   | 5     | 3:55,27 | +0,97       |
| 6      | Brad Hall Taylor Lawrence Nick Gleeson Greg Cackett                                              | Groot-Brittannië | 58,60   | 5     | 59,09   | 6     | 58,65   | 6     | 59,38   | 7     | 3:55,72 | +1,42       |
| 7      | Rostislav Gaitiukevich Mikhail Mordasov Pavel Travkin Aleksey Laptev                             | Russische ploeg  | 58,54   | 4     | 59,24   | 8     | 58,81   | 7     | 59,56   | 14    | 3:56,15 | +1,85       |
| 8      | Maxim Andrianov Aleksej Zajcev Vladislav Zharovtsev Dmitrii Lopin                                | Russische ploeg  | 58,82   | 9     | 59,30   | 9     | 59,03   | 9     | 59,40   | 8     | 3:56,55 | +2,25       |
| 9      | Christopher Spring Cody Sorensen Samuel Giguère Mike Evelyn                                      | Canada           | 59,10   | 12    | 59,33   | 10    | 59,10   | 10    | 59,46   | 11    | 3:56,99 | +2,69       |
| 10     | Hunter Church Joshua Williamson Kristopher Horn Charlie Volker                                   | Verenigde Staten | 58,91   | 11    | 59,70   | 19    | 58,96   | 8     | 59,49   | 13    | 3:57,06 | +2,76       |
| 11     | Michael Vogt Luca Rolli Cyril Bieri Sandro Michel                                                | Zwitserland      | 59,23   | 13    | 59,22   | 7     | 59,18   | 12    | 59,44   | 9     | 3:57,07 | +2,77       |
| 12     | Benjamin Maier Sascha Stepan Markus Sammer Kristian Huber                                        | Oostenrijk       | 58,76   | 8     | 59,46   | 11    | 59,17   | 11    | 1:00,10 | 20    | 3:57,49 | +3,19       |
| 13     | Mihai Cristian Tentea Raul Constantin Dobre Nicolae Ciprian Daroczi Cristian Radu                | Roemenië         | 58,87   | 10    | 59,55   | 13    | 59,30   | 14    | 59,93   | 18    | 3:57,65 | +3,35       |
| 14     | Frank Delduca Carlo Valdes James Reed Hakeem Abdul-Saboor                                        | Verenigde Staten | 59,26   | 14    | 59,56   | 15    | 59,39   | 17    | 59,44   | 9     | 3:57,65 | +3,35       |
| 15     | Patrick Baumgartner Eric Fantazzini Alex Verginer Lorenzo Bilotti                                | Italië           | 59,36   | 17    | 59,72   | 20    | 59,34   | 15    | 59,28   | 4     | 3:57,70 | +3,40       |
| 16     | Sun Kaizhi Wu Qingze Wu Zhitao Zhen Heng                                                         | China            | 59,38   | 18    | 59,65   | 18    | 59,47   | 19    | 59,47   | 12    | 3:57,97 | +3,67       |
| 17     | Li Chunjian Ding Song Ye Jielong Shi Hao                                                         | China            | 59,31   | 16    | 59,55   | 13    | 59,46   | 18    | 59,66   | 17    | 3:57,98 | +3,68       |
| 18     | Won Yun-jong Kim Jin-su Jung Hyun-woo Kim Dong-hyun                                              | Zuid-Korea       | 59,45   | 19    | 59,60   | 16    | 59,38   | 16    | 59,59   | 15    | 3:58,02 | +3,72       |
| 19     | Romain Heinrich Lionel Lefebvre Dorian Hauterville Jerome Laporal                                | Frankrijk        | 59,29   | 15    | 59,53   | 12    | 59,29   | 13    | 1:00,06 | 19    | 3:58,17 | +3,87       |
| 20     | Edson Luques Bindilatti Rafael Souza da Silva Erick Gilson Vianna Jeronimo Edson Ricardo Martins | Brazilië         | 59,49   | 20    | 59,60   | 16    | 59,78   | 23    | 59,61   | 16    | 3:58,48 | +4,18       |
| 21     | Dominik Dvořák Jan Šindelář Jakub Nosek Dominik Záleský                                          | Tsjechië         | 59,71   | 23    | 59,80   | 21    | 59,65   | 22    | —       | —     | 2:59,16 | —           |
| 22     | Markus Treichl Markus Glück Sebastian Mitterer Robert Eckschlager                                | Oostenrijk       | 59,53   | 21    | 1:00,07 | 24    | 59,59   | 21    | —       | —     | 2:59,19 | —           |
| 23     | Taylor Austin Daniel Sunderland Chris Patrician Jay Dearborn                                     | Canada           | 59,67   | 22    | 59,81   | 22    | 59,79   | 24    | —       | —     | 2:59,27 | —           |
| 24     | Simon Friedli Adrian Fässler Fabio Badraun Andreas Haas                                          | Zwitserland      | 59,71   | 23    | 1:00,01 | 23    | 59,57   | 20    | —       | —     | 2:59,29 | —           |
| 25     | Suk Young-jin Kim Hyeong-geun Kim Tae-yang Shin Ye Chan                                          | Zuid-Korea       | 59,74   | 25    | 1:00,31 | 26    | 59,91   | 25    | —       | —     | 2:59,96 | —           |
| 26     | Ivo de Bruin Jelen Franjić Janko Franjić Dennis Veenker                                          | Nederland        | 59,85   | 26    | 1:00,07 | 24    | 1:00,08 | 27    | —       | —     | 3:00,00 | —           |
| 27     | Mattia Variola Robert Mircea Alex Pagnini Josè Delmas Obou                                       | Italië           | 1:00,25 | 27    | 1:00,33 | 27    | 1:00,07 | 26    | —       | —     | 3:00,65 | —           |
| 28     | Shanwayne Stephens Ashley Watson Rolando Reid Matthew Wekpe                                      | Jamaica          | 1:00,80 | 28    | 1:01,39 | 28    | 1:01,23 | 28    | —       | —     | 3:03,42 | —           |